# Список правителів князівства Феодоро

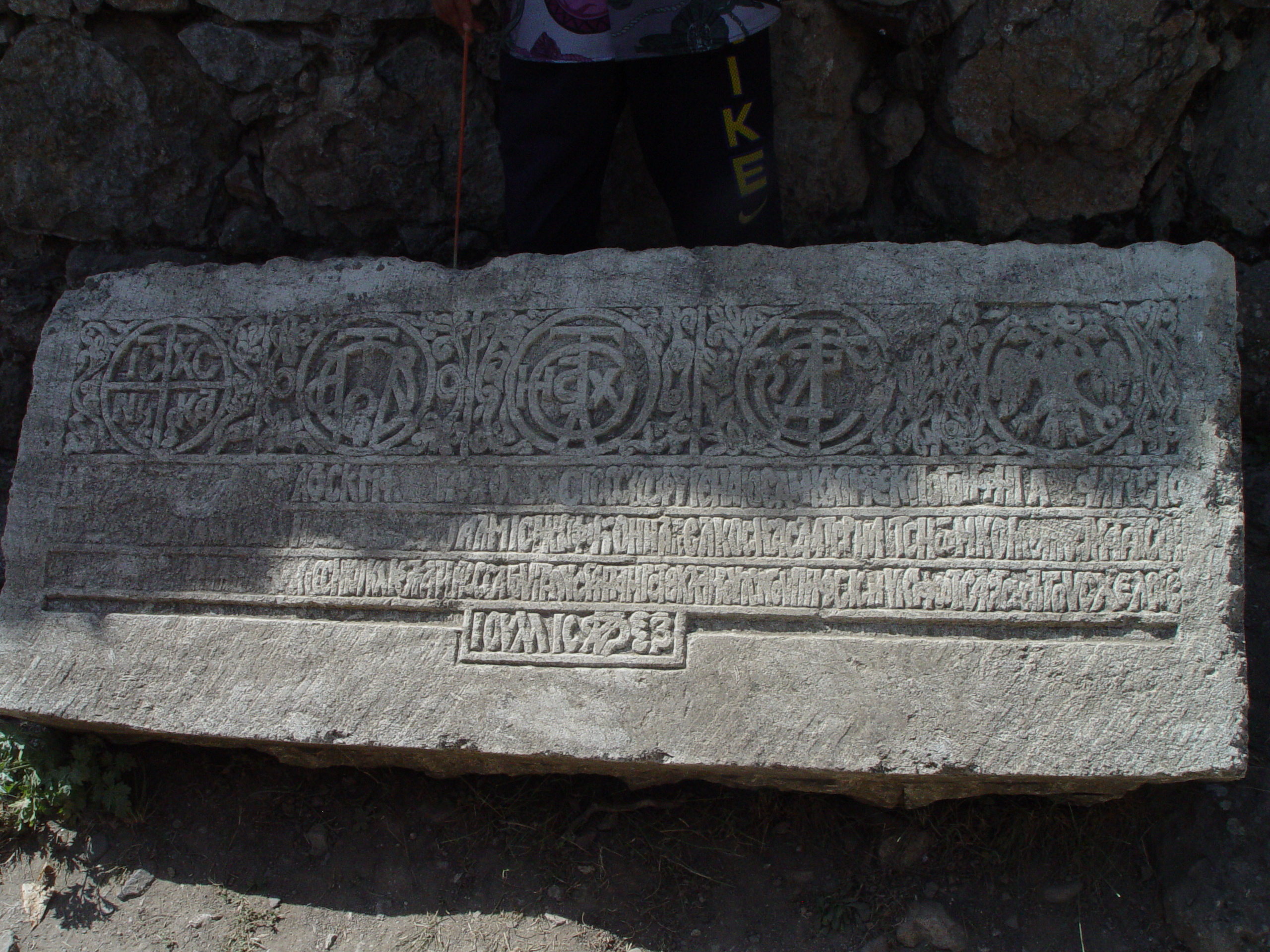
Закладна плита, знайдена під час розкопок фортеці Фуна. Містить імовірно, зліва направо: монограми князя Олексія, в центрі правлячого князя Олубея, наприкінці — Олександра як власника фортеці та спадкоємця Феодоро, посвятний напис і дату закінчення будівництва замку — 6967 рік від Створення світу (1459 рік від Різдва Христового).

## Історія
Наведено список правителів князівства Феодоро з часу його формальної незалежності наприкінці XIV століття. Князівство входило до складу Трапезундської імператорії, поки її не завоювали війська Османської імперії.
Поширена думка, що правителі князівства походили з візантійського аристократичного роду Гаврасів; частина істориків дотримуються версії черкеського (адигського) походження князів. У регістрі курії Каффи за 1381—1382 рік згадується пан Теодоро Аффендічі: зафіксовано прохання до консула Каффи Іваніссіо де Марі відновити виконання репресалій проти Аффендічі, його брата, племінників і родичів, як проти деспота згаданого місця, так і всіх вищенаведених родичів, а також підданих згаданого Афендічі (лат. …contra Affendizi, dominum de lo Teodoro, eius fratrem, nepotes et propinquos ac despoti predicti loci ac universos subdictos et homines dicti Afendizi). Можливо, «Afendizi» не було особистим ім'ям, а своєрідною транскрипцією грецького титулу ср.-грец. αὐθέντης ср.-грец. αὐθέντης — князь.
Князівство було знищено в 1475 року після взяття Мангупа турками-османами під командуванням Гедік Ахмед-паші. Після завоювання з колишніх земель князівства був утворений Мангупський кадилик, який входив до складу санджаку Кефе. У кадил Мангуп входили 3 міста (Мангуп, Інкерман, Балаклава) і 49 сіл.

## Правителі Феодоро[2]
| Роки правління        | Ім'я                                         |
| --------------------- | -------------------------------------------- |
| 1350-ті               | Василь, князь Мангупський (?)                |
| 1362–1368             | Димитрій, князь Мангупський (?)              |
| 1368-1380             | Стефан, князь Мангупський, син Василя (?)    |
| 1402–1434             | Олексій I, господар Феодоро, син Стефана     |
| 1434–1444             | Олексій IІ, господар Феодоро, син Олексія І  |
| 1444–1460             | Іван Гаврас, господар Феодоро, син Олексія І |
| 1446-1458             | Олубей-Мануїл, господар Феодоро, син Олексія |
| 1460-1465             | Кейхі-бей, господар Феодоро                  |
| 1471–1474             | Ісак Гаврас, господар Феодоро                |
| 1475, січень-червень  | «техур», син Ісака, господар Феодоро         |
| 1475, червень-грудень | Олександр, син Олубея, господар Феодоро      |